# Chaenothecopsis pusilla
Chaenothecopsis pusilla är en lavart som först beskrevs av Erik Acharius, och fick sitt nu gällande namn av A. F. W. Schmidt. Chaenothecopsis pusilla ingår i släktet Chaenothecopsis och familjen Mycocaliciaceae.  Arten är reproducerande i Sverige. Inga underarter finns listade i Catalogue of Life.